# Otto von Uexküll (Feldmarschall)

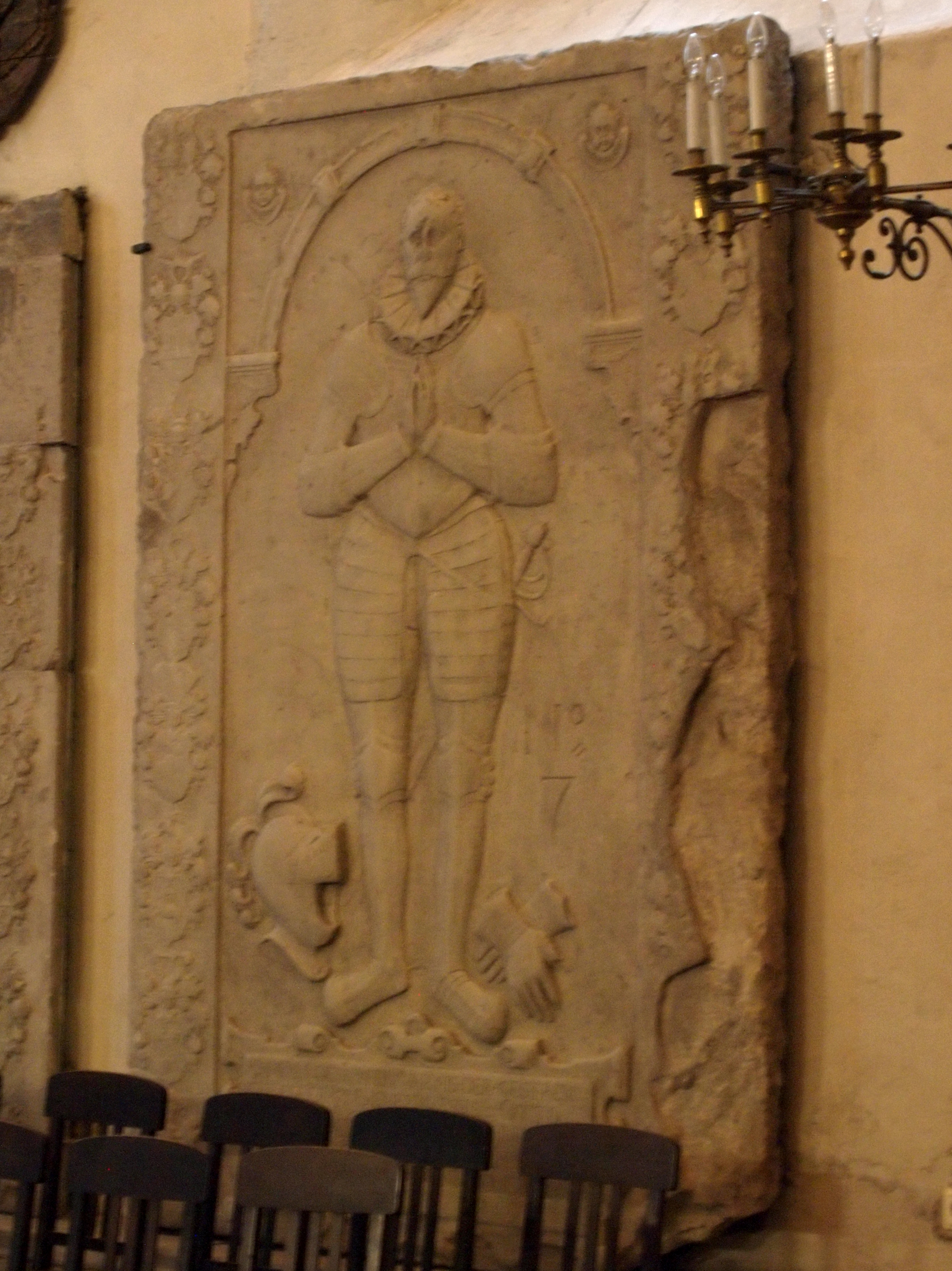

Otto von Uexküll († 1601) war ein schwedischer Feldmarschall.

## Leben
Otto von Uexküll entstammte dem estländischen Adelsgeschlecht Uexküll. Seine Eltern waren Johann von Uexküll auf Kosch (1563 †) und Barbara von Anrep aus dem Hause Soor.
Er muss vor 1564 geboren sein und wurde in den Jahren 1583 bis 1601 urkundlich genannt, war Erbherr auf Fickel und Aß, Landrat in Wierland, 1592 Feldmarschall und 1599 Statthalter in Narwa.
Uexküll ist im schwedisch-polnischen Krieg gefallen und wurde am 3. Februar 1601 im Dom zu Reval beigesetzt. Sein Grabmonument wurde von Arent Passer geschaffen.
Er war zweimal vermählt, in erster Ehe mit Margaretha von Gilsen, welche ihm als Erbtochter das Gut Aß zutrug, in zweiter Ehe mit Sophia von Vietinghoff. Aus beiden Ehen sind insgesamt fünf Kinder hervorgegangen:
exI.
1. Otto († 1611), Erbherr auf Fickel ⚭ Anna von Maydell, Erbin von Herküll
  1. Otto Johann († vor 1638), Erbherr auf Aß; beschließt die Linie
2. Hildegard († 1665) ⚭ Otto von Uexküll († 1650), estländischer Landrat und Erbherr auf Felcks

exII.
1. Sophia, ⚭ 1621 Fabian von Tiesenhausen († 1649), Mannrichter und Erbherr auf Kotz, Andel und Huljel
2. Johann († 1620), schwedischer Kapitän
3. Reinhold ⚭ Anna von Dönhoff († nach 1654)